# 新島淳良
新島 淳良（にいじま あつよし、1928年2月7日 - 2002年1月12日）は、日本の中国文学者、コミュニティー活動家。元早稲田大学教授。

## 来歴
東京生まれ。府立一中を経て、1948年第一高等学校文科中退、1953年日中学院講師、1959年東京都立大学非常勤講師、1960年早稲田大学専任講師、中国研究所所員（後に理事）、東京大学非常勤講師、1963年早稲田大学助教授、1968年早稲田大学政経学部教授。
「中国の教育」「現代中国の革命認識」など中国関係の著作を次々に発表。
「中国の会」は、尾崎秀樹が普通社主宰で1960年ごろに立ち上げ、野原四郎、竹内好、橋川文三、安藤彦太郎、新島、今井清一らをメンバーとした。
文化大革命（文革）では「毛沢東の思想」「新しき革命」を著わして支持の姿勢を示し、中国研究所を離れる。1971年山岸会のヤマギシズムに共鳴、1973年早稲田大学教授を辞めて三重県に移住。1978年山岸会を脱会し、中国語・哲学関係の新島私塾を創立。のち再び戻り、晩年は出版事業などに従事した。ミニコミ紙「緑のふるさと」、個人通信「墳」を発行。他の著書に「論語―全訳と吟味」など。
中国で文革に対して否定的な見解が主流になってから、過去の礼賛について釈明を行わないまま文革を批判した。

## 人物
魯迅をはじめとする現代中国文学を研究し、1966年ころ始まった中国の文化大革命に対して、安藤彦太郎らとともに全面的礼讃の立場をとり、果敢な論陣を張った。しかし文革の否定面が明らかになるにつれて文革に懐疑的になり、さらに公表しない約束で提供された毛沢東の内部論文集を新島淳良編『毛沢東最高指示: プロレタリア文化大革命期の発言』（三一書房, 1970年）として公刊したことが中国側から批判され、1973年、責任をとって早大を辞職。
コミューン運動に理想を見出し、ヤマギシ会に入会したが、1978年、新島はヤマギシ会を離れ、当時の妻と交わした往復書簡を『さらばコミューン－ある愛の記録』として刊行した。しかし間もなくヤマギシ会に戻り、以後同会の広告塔の役割を果たすようになる。また同会内に学校を設立することを提唱。この提唱に基づき、1985年、同会の子供が24時間の集団生活を送る私塾「ヤマギシズム学園」が設立された。同会内において新しい妻を得て、同会の村（実顕地）で生涯を終えた。

## 著書
- 『中国の教育』東洋経済新報社, 1957
- 『現代中国の革命認識』御茶の水書房, 1964
- 『毛沢東の哲学』勁草書房, 1966
- 『毛沢東の思想』勁草書房, 1968
- 『プロレタリア階級文化大革命』青年出版社, 1968
- 『新しき革命』勁草書房, 1969
- 『毛沢東最高指示』三一書房, 1970
- 『中国の論理と日本の論理』現代評論社, 1971
- 『毛沢東』あかね書房, 1972
- 『子どもを救え』無尽出版会, 1974
- 『新人類のための育児学ノート』風媒社, 1976
- 『ヤマギシズム幸福学園』本郷出版社, 1978
- 『阿Qのユートピア』晶文社, 1978
- 『魯迅を読む』晶文社, 1979
- 『私の毛沢東』野草社, 1979
- 『さらばコミューン』現代書林, 1980
- 『こども時評』緑のふるさと通信, 1981
- 『歴史のなかの毛沢東』野草社, 1982
- 『論語』新地書房, 1984